# Hans-Peter Hübner
Hans-Peter Hübner (* 10. März 1961 in Nürnberg) ist ein deutscher Jurist. Er war von 2002 bis 2023 als juristischer Oberkirchenrat hauptamtliches Mitglied verschiedener evangelischer Kirchenleitungen. Seit 2020 ist er Honorarprofessor für Kirchenrecht an der Augustana-Hochschule Neuendettelsau.

## Werdegang
Hans-Peter Hübner studierte nach Abitur und Wehrdienst von 1981 bis 1986 Rechtswissenschaften und Evangelische Theologie in Erlangen und legte die erste und die zweite juristische Staatsprüfung ab. Von 1987 bis 1990 war er als wissenschaftlicher Mitarbeiter am Institut für Antike Rechtsgeschichte und am Hans-Liermann-Institut für Kirchenrecht an der Universität Erlangen-Nürnberg beschäftigt, wo er 1991 zum Dr. jur. promoviert wurde.
Von 1990 bis 2002 war er als juristischer Referent zunächst im Landeskirchenamt der Evangelisch-Lutherischen Kirche in Bayern und dann im Oberkirchenrat der Evangelischen Landeskirche in Württemberg tätig. Im März 2002 wurde er von der Landessynode der Evangelisch-Lutherischen Kirche in Thüringen zum juristischen Oberkirchenrat gewählt; als stellvertretender Vorsitzender des Landeskirchenrates war er juristischer Vertreter von Landesbischof Christoph Kähler. Seine Dienstzeit in Mitteldeutschland war maßgeblich bestimmt durch die Erarbeitung der rechtlichen und organisatorischen Grundlagen für den Zusammenschluss der Evangelisch-Lutherischen Kirche in Thüringen und der Evangelischen Kirche der Kirchenprovinz Sachsen zur Evangelischen Kirche in Mitteldeutschland. Im 2004 gebildeten gemeinsamen Kirchenamt an den Standorten Eisenach und Magdeburg der bis zum 1. Januar 2009 noch rechtlich eigenständigen Gründungskirchen oblagen ihm die Funktion des Vizepräsidenten und die Leitung des Rechtsdezernats.
Mit Wirkung vom 1. Januar 2007 wurde Hans-Peter Hübner zum Mitglied des Landeskirchenrates und Leiter der für Gemeinde-, Kirchensteuer- und Verfassungsangelegenheiten zuständigen Abteilung des Landeskirchenamtes der Evangelisch-Lutherischen Kirche in Bayern berufen; ab 2011 war er auch stellvertretender Leiter des Münchner Landeskirchenamtes. Mit seinem Verantwortungsbereich, der auch das landeskirchliche Bauwesen sowie kirchliche Kunst und Inventarisation umfasste, waren umfangreiche Projektaufgaben verbunden, insbesondere die Ausgestaltung des innerkirchlichen Finanzausgleichs, die Optimierung der Verwaltungsunterstützung für Kirchengemeinden (einschließlich der Einführung der kirchlichen Doppik) und die Erarbeitung und Umsetzung von strategischen Konzeptionen für den kirchengemeindlichen Gebäudebestand angesichts rückläufiger Mitgliederzahlen und Kirchenfinanzen.
Hans-Peter Hübner war von 2015 bis 2021 Mitglied der Synode der EKD und zugleich der Generalsynode der EKD; außerdem gehörte er in diesem Zeitraum der Kirchenleitung der VELKD an.
Zum 1. September 2023 trat er als Oberkirchenrat in den Ruhestand.

## Veröffentlichungen
- Pfarrer in der Sozialversicherung (= Jus Ecclesiasticum Bd. 43). Tübingen 1992 (zugl.: Diss. jur. Erlangen 1991), ISBN 978-3-16-145885-9
- Die Föderation Evangelischer Kirchen in Mitteldeutschland. in: ZevKR 51 (2006), S. 3–48.
- Die Entstehung der Evangelischen Kirche in Mitteldeutschland. ZRG 131 Kan. Abt. 100 (2014), S. 628–653.
- Gemeinde und Kirchengemeinde. in: Ulrich Anke, Heinrich de Wall, Hans Michael Heinig, Handbuch des evangelischen Kirchenrechts, Tübingen 2016, S. 402–436.
- Evangelisches Kirchenrecht in Bayern. München 2020, ISBN 978-3-532-62851-5
- Verfassung der Evangelisch-Lutherischen Kirche in Bayern, Kommentar. München 2022, ISBN 978-3-406-78024-0
- Landhaus und Landeskirche auf dem Eisenacher Pflugensberg. (mit G. Schmidt), Weimar 2006, ISBN 978-3-86160-185-2
- Evangelischer Kirchenbau in Bayern seit 1945. (mit Helmut Braun), München 2010, ISBN 978-3-422-06953-4
- Evangelische Kirchenleitung am Königsplatz in München. (mit Michael Maier), München 2015, ISBN 978-3-943866-29-2
- Evangelische Pfarrhäuser in Bayern. (mit Herbert May und Klaus Raschzok), München 2017, ISBN 978-3-943866-52-0
- Evangelische Friedhöfe in Bayern. (mit Klaus Raschzok), München 2021, ISBN 978-3-948974-04-6

Die vollständige Veröffentlichungsliste mit Beiträgen vorwiegend zu kirchenverfassungsrechtlichen und - verfassungsgeschichtlichen Themen sowie kirchenrechtlichen und religionsverfassungsrechtlichen Lemmata in Religion in Geschichte und Gegenwart (RGG), 4. Aufl., im Historischen Lexikon Bayerns und im Lexikon für Kirchen- und Staatskirchen- bzw. Religionsrecht findet sich auf der Website der Augustana-Hochschule zu Hans-Peter Hübner.